# Limnophila schranki
Limnophila schranki ist eine Mücke aus der Familie der Stelzmücken (Limoniidae).

## Merkmale
Die Mücke erreicht eine Körperlänge von 12 bis 14 Millimetern. Die relativ schmalen Flügel weisen meist mehrere dunkle Flecke auf, wobei die Musterung variiert. Charakteristisch für die Art ist die Kopfform sowie die Färbung der vorderen Femora. Die apikale Hälfte der Femora ist schwarz gefärbt. Am Übergang zur basalen Hälfte wechselt die Färbung nach gelb. Das neunte Tergit ist verlängert und besitzt auf halber Länge eine V-förmige Grube.

## Verbreitung
Limnophila schranki kommt in weiten Teilen Europas vor. Sie kommt auch in Großbritannien und in Skandinavien vor. Im Osten reicht das Verbreitungsgebiet über Kleinasien und den Kaukasus (Georgien) bis nach Zentralasien (Kasachstan).

## Lebensweise
Die Mückenart findet man in feuchten Wäldern, insbesondere im Uferbereich von Bächen. Die Mücken fliegen gewöhnlich von April bis Mai.

## Ähnliche Arten
- Limnophila arnoudi – Das neunte Tergit ist weniger stark verlängert. Das achte Sternit ist an der Spitze gerundet.[1]

## Taxonomie
In der Literatur finden sich noch folgende Synonyme:
- Limnophila punctata (Schrank, 1781)
- Tipula punctata Schrank, 1781 non Müller, 1764